# Zethus notatus
Zethus notatus är en stekelart som beskrevs av Fox 1899. Zethus notatus ingår i släktet Zethus och familjen Eumenidae. Inga underarter finns listade i Catalogue of Life.